# Llista de peixos de Romania

Localització de Romania a Europa

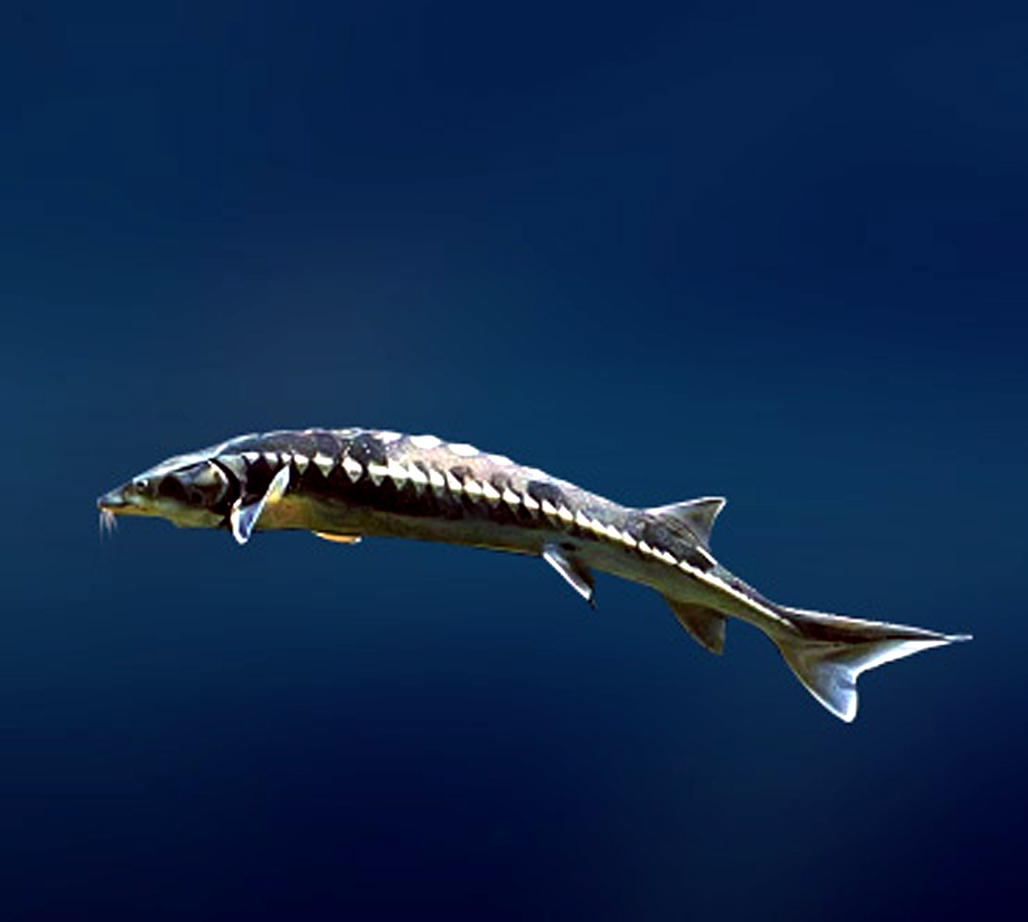
Esturió comú (Acipenser sturio)

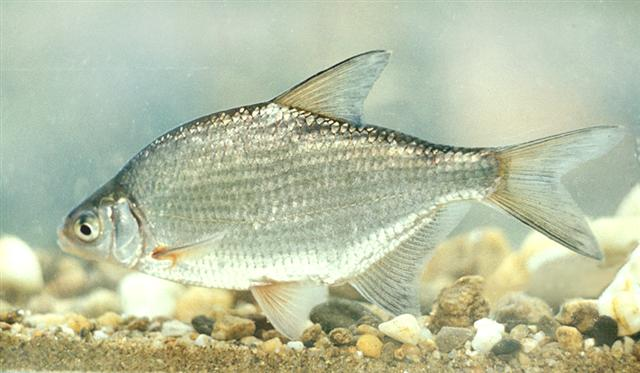
Blicca bjoerkna

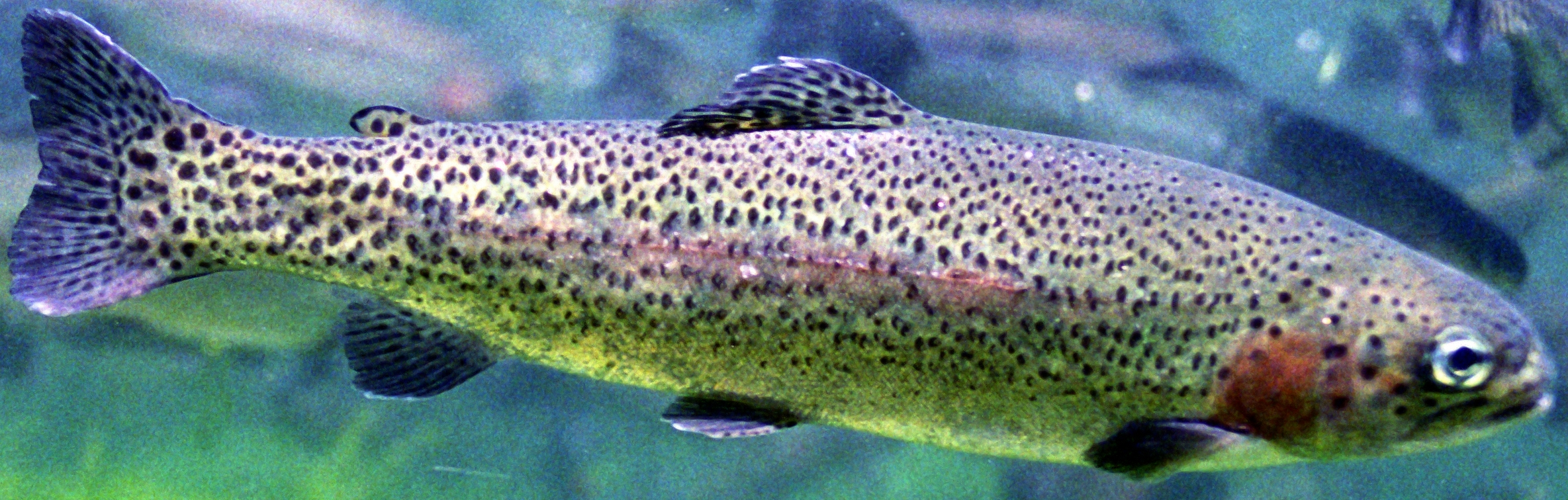
Truita arc de Sant Martí (Oncorhynchus mykiss)

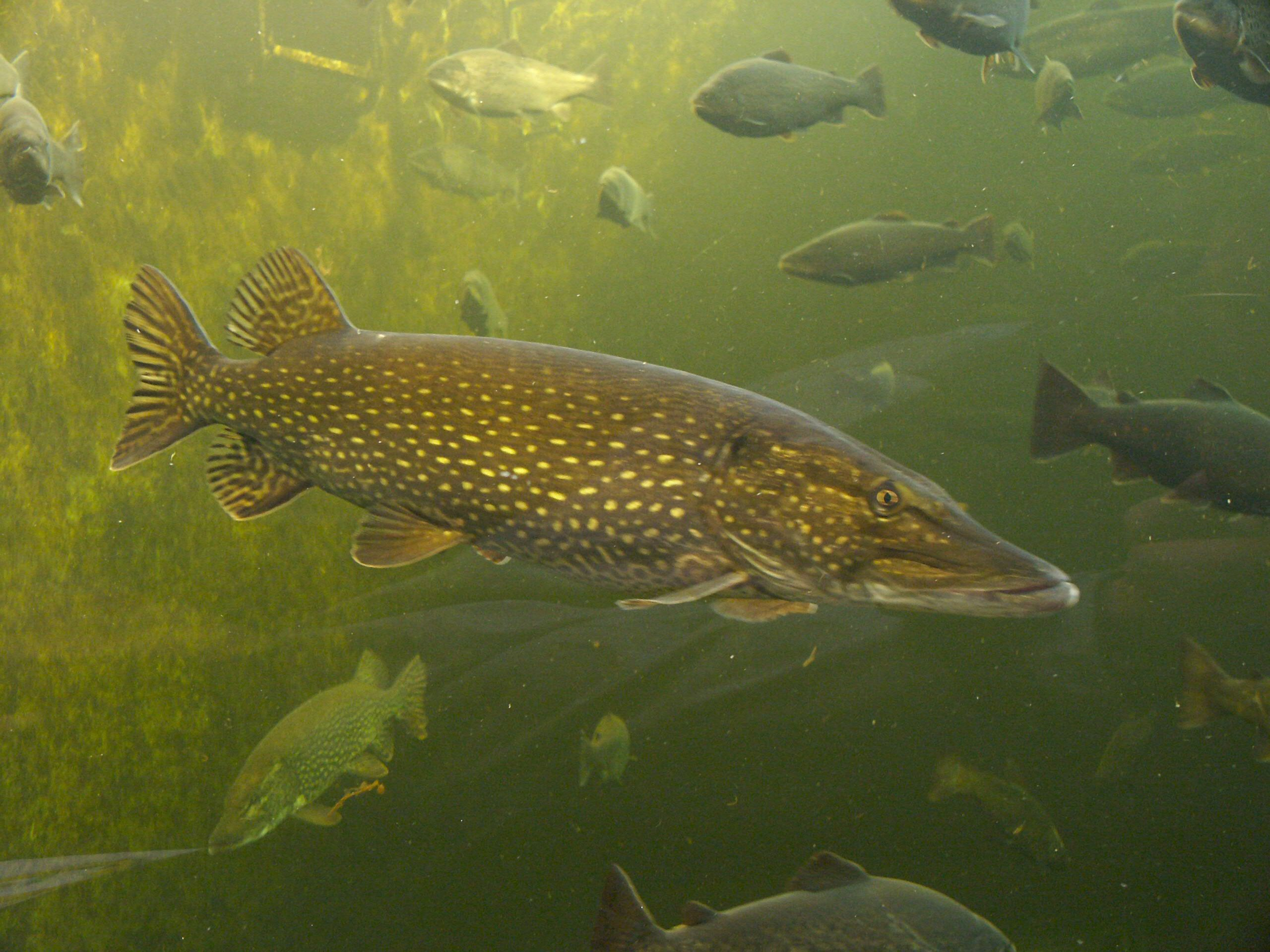
Lluç de riu (Esox lucius)

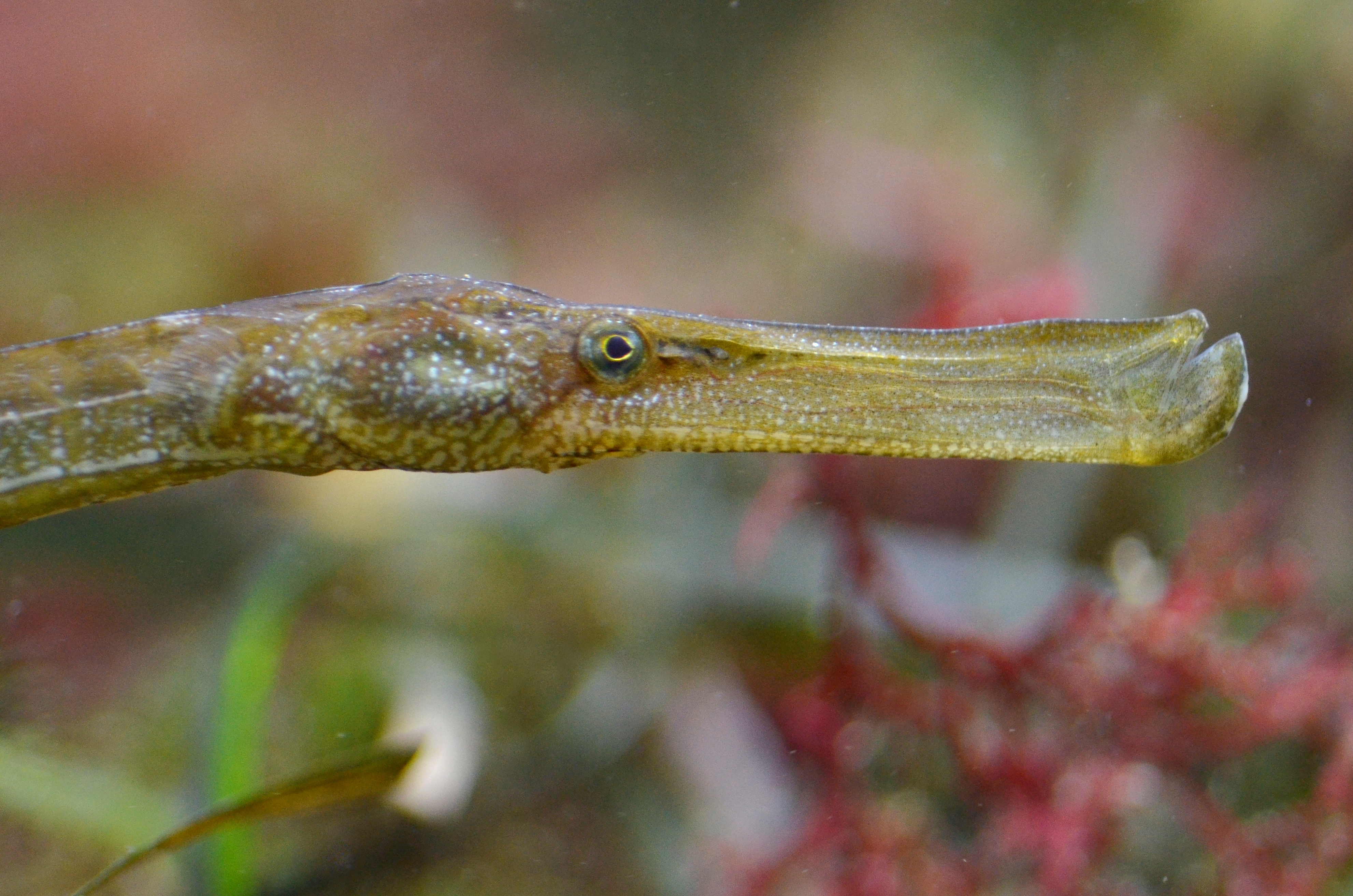
Serpentí (Syngnathus typhle)

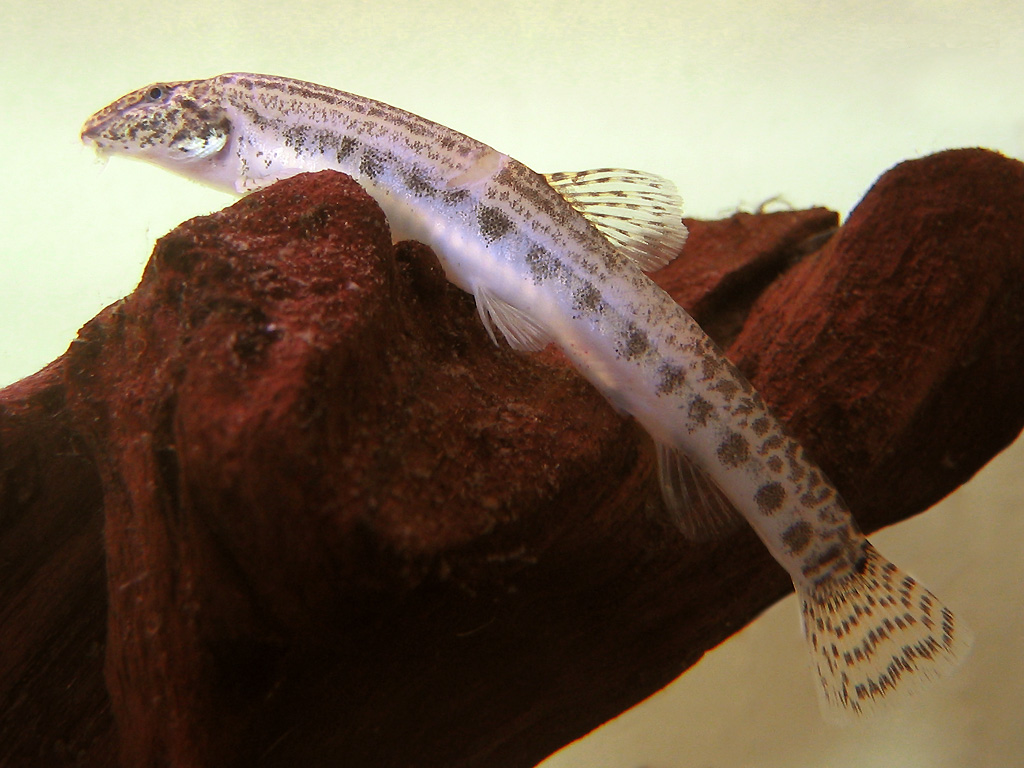
Gatet (Cobitis taenia)

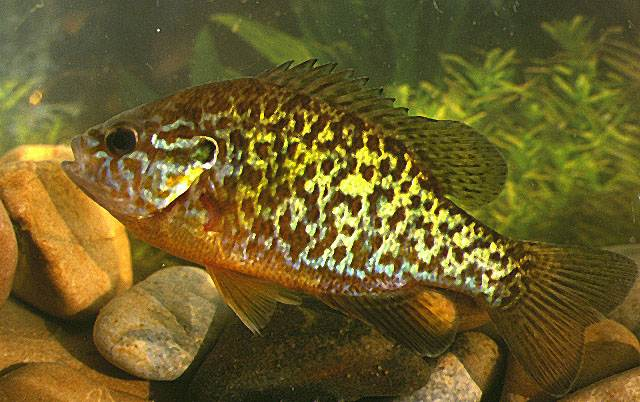
Peix sol (Lepomis gibbosus)

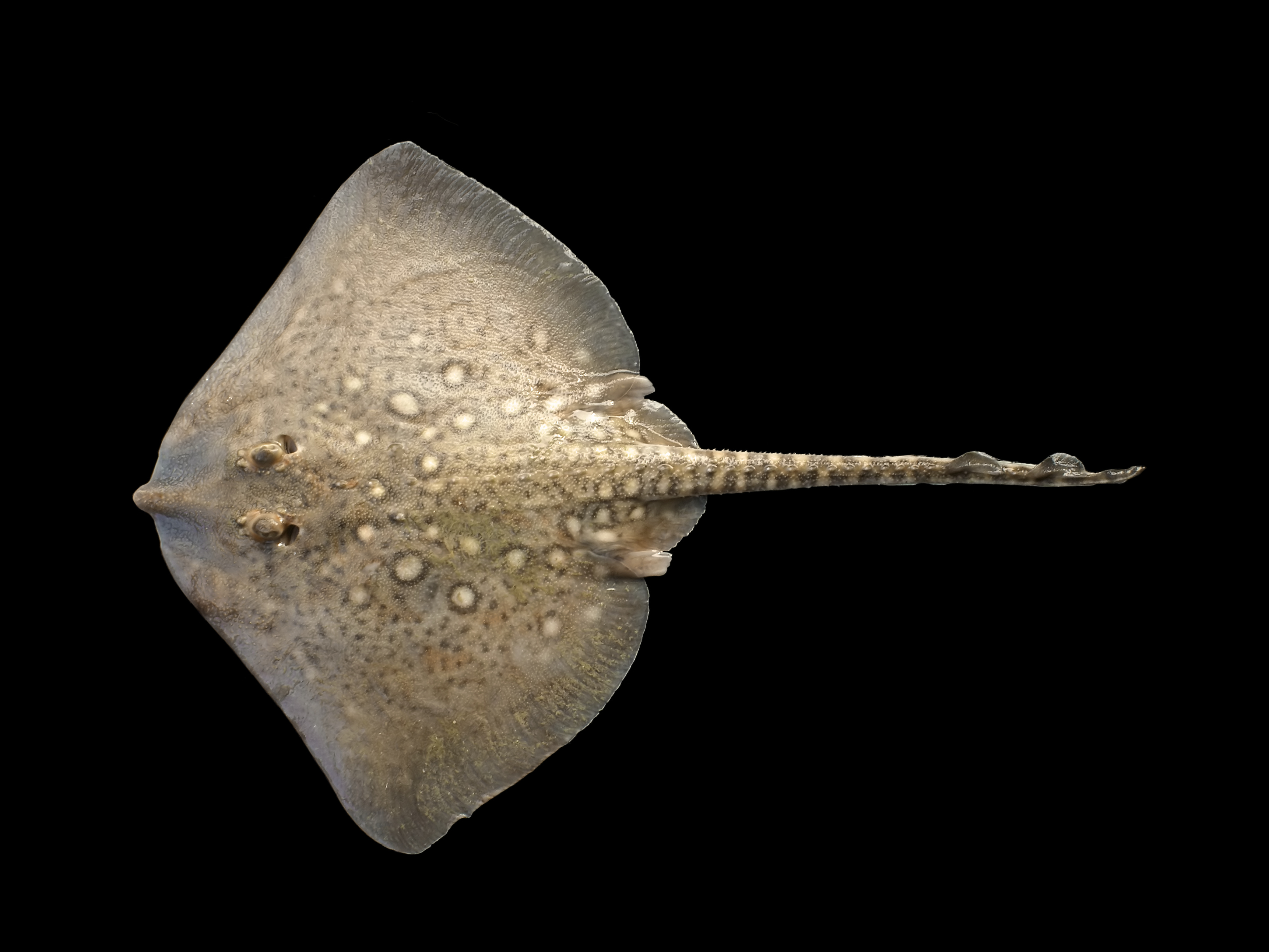
Clavellada (Raja clavata)

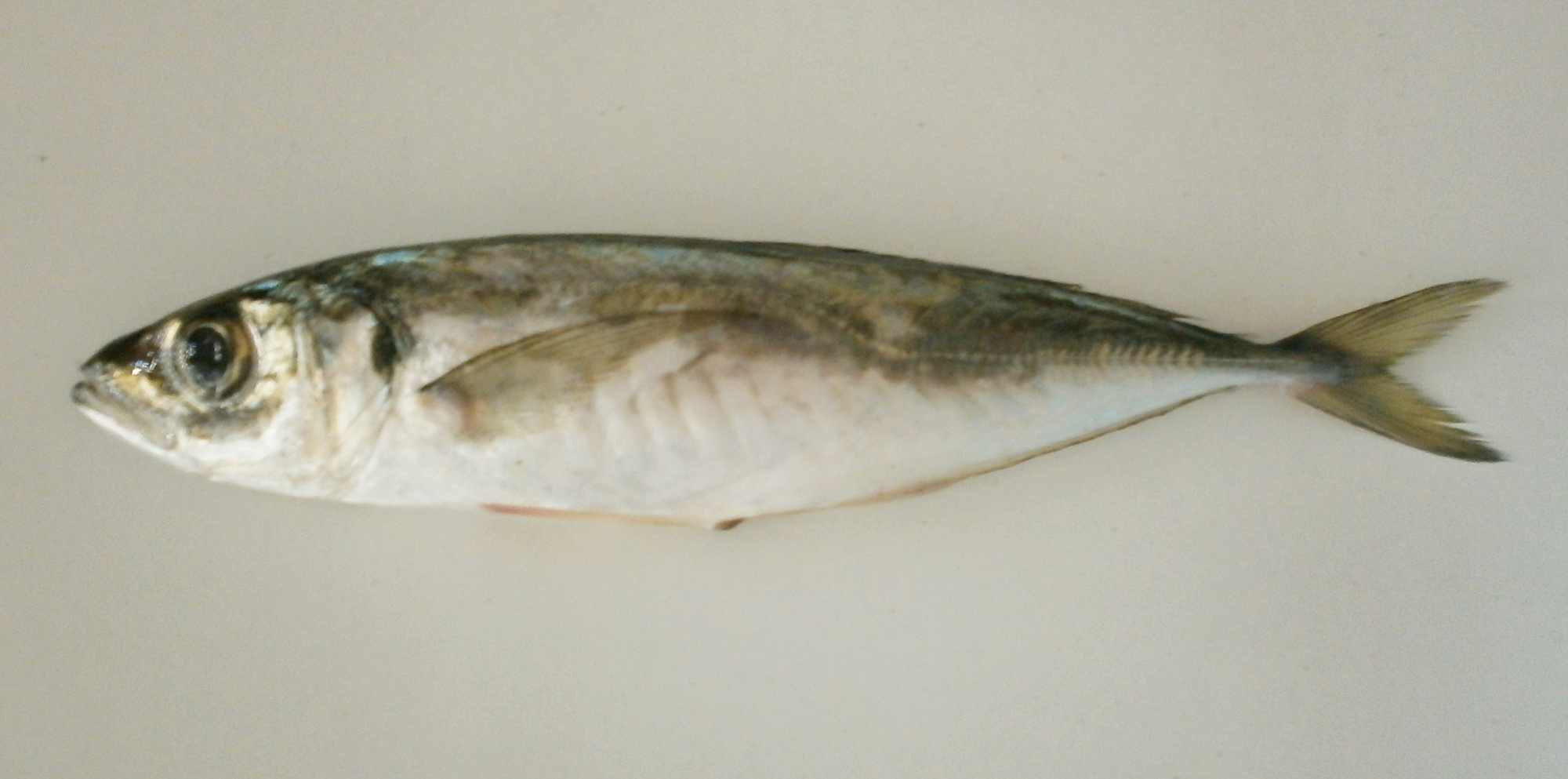
Sorell blancal (Trachurus mediterraneus)

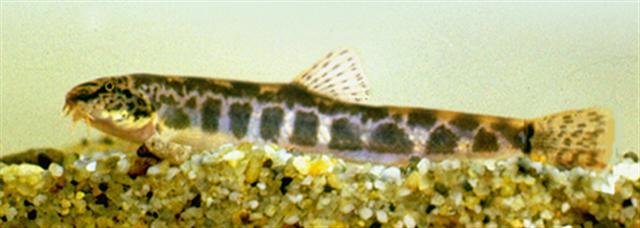
Sabanejewia bulgarica

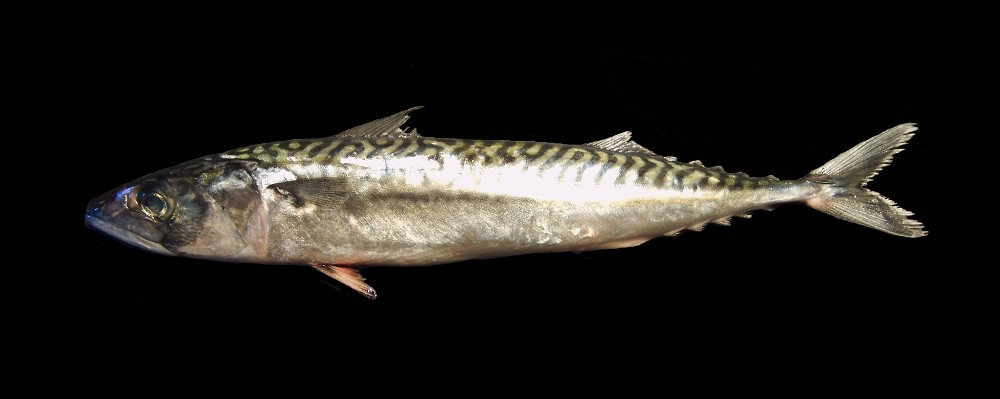
Verat (Scomber scombrus)

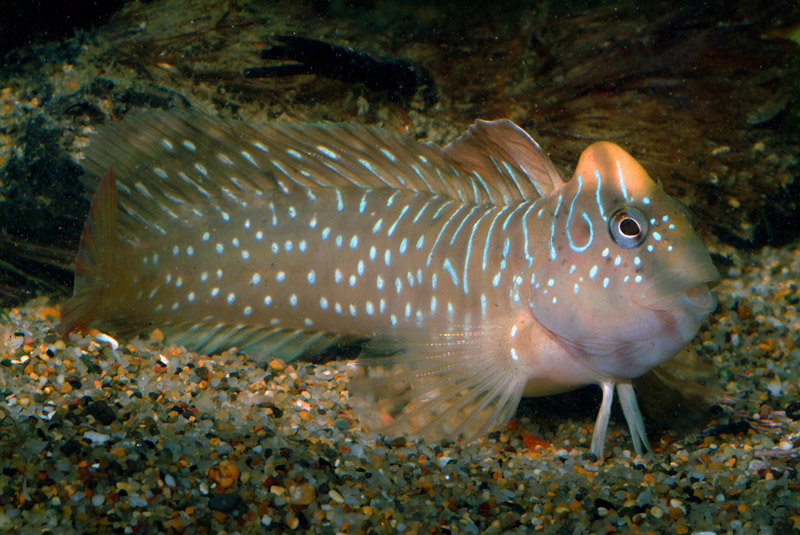
Bavosa de bassa (Salaria pavo)

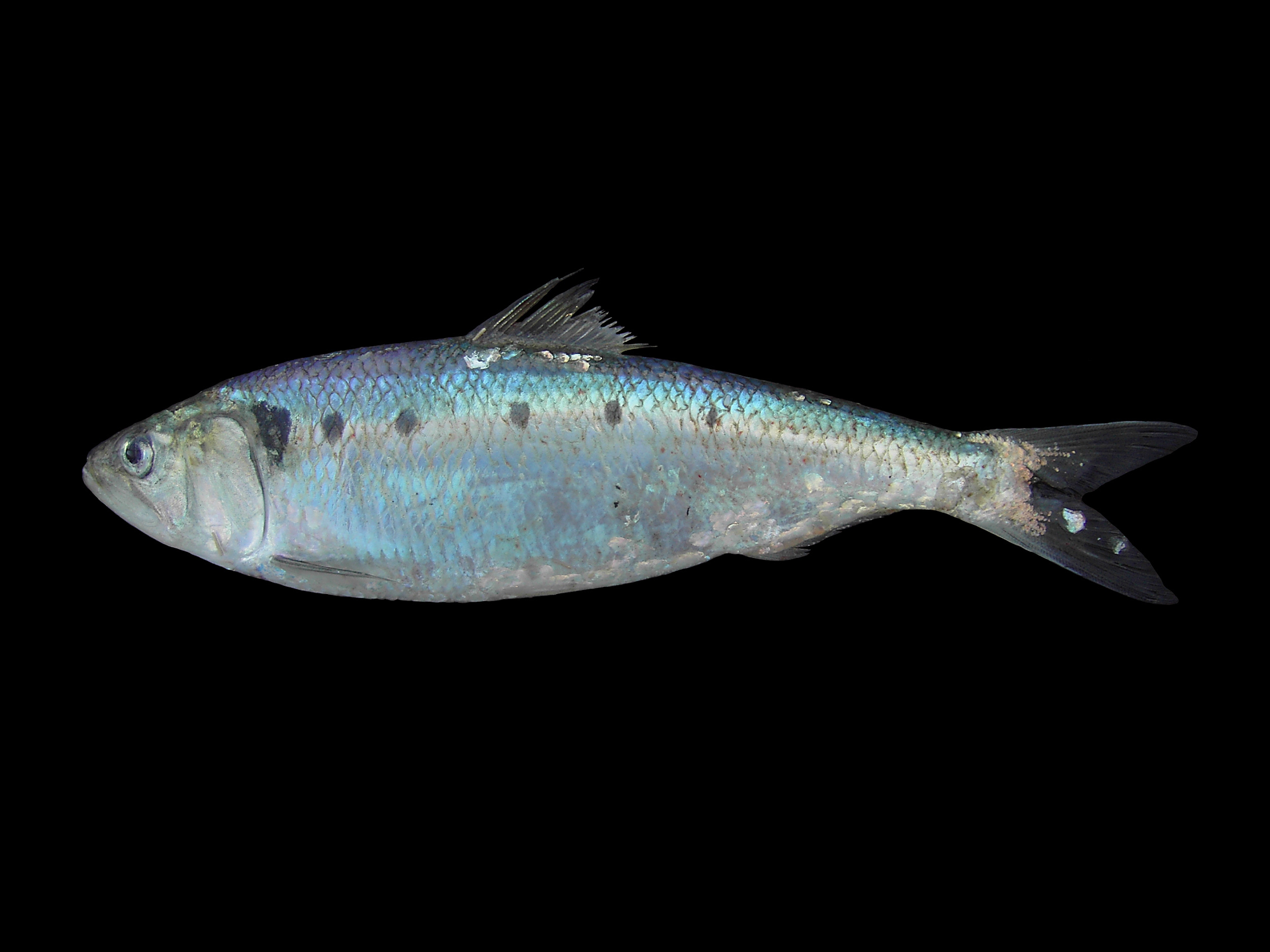
Alosa fallax

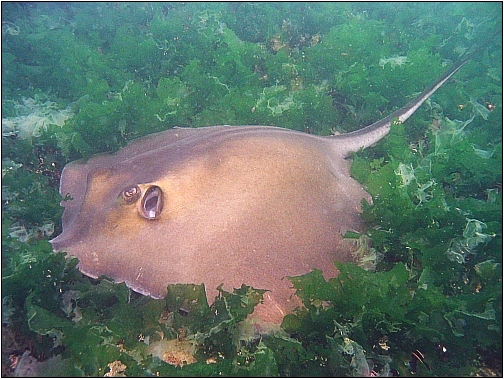
Escurçana (Dasyatis pastinaca)

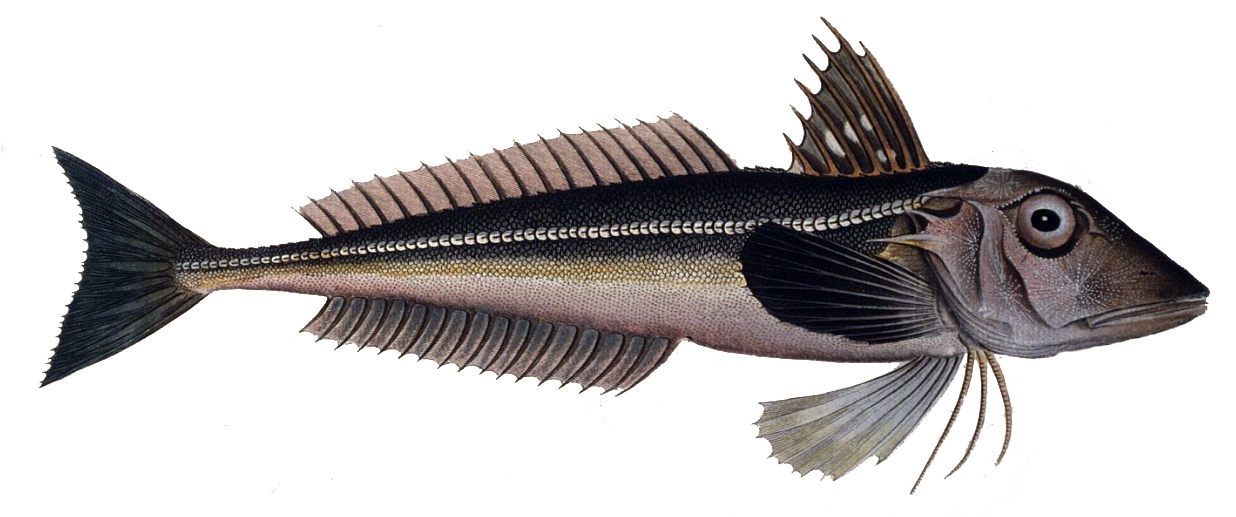
Lluerna verda (Eutrigla gurnardus)

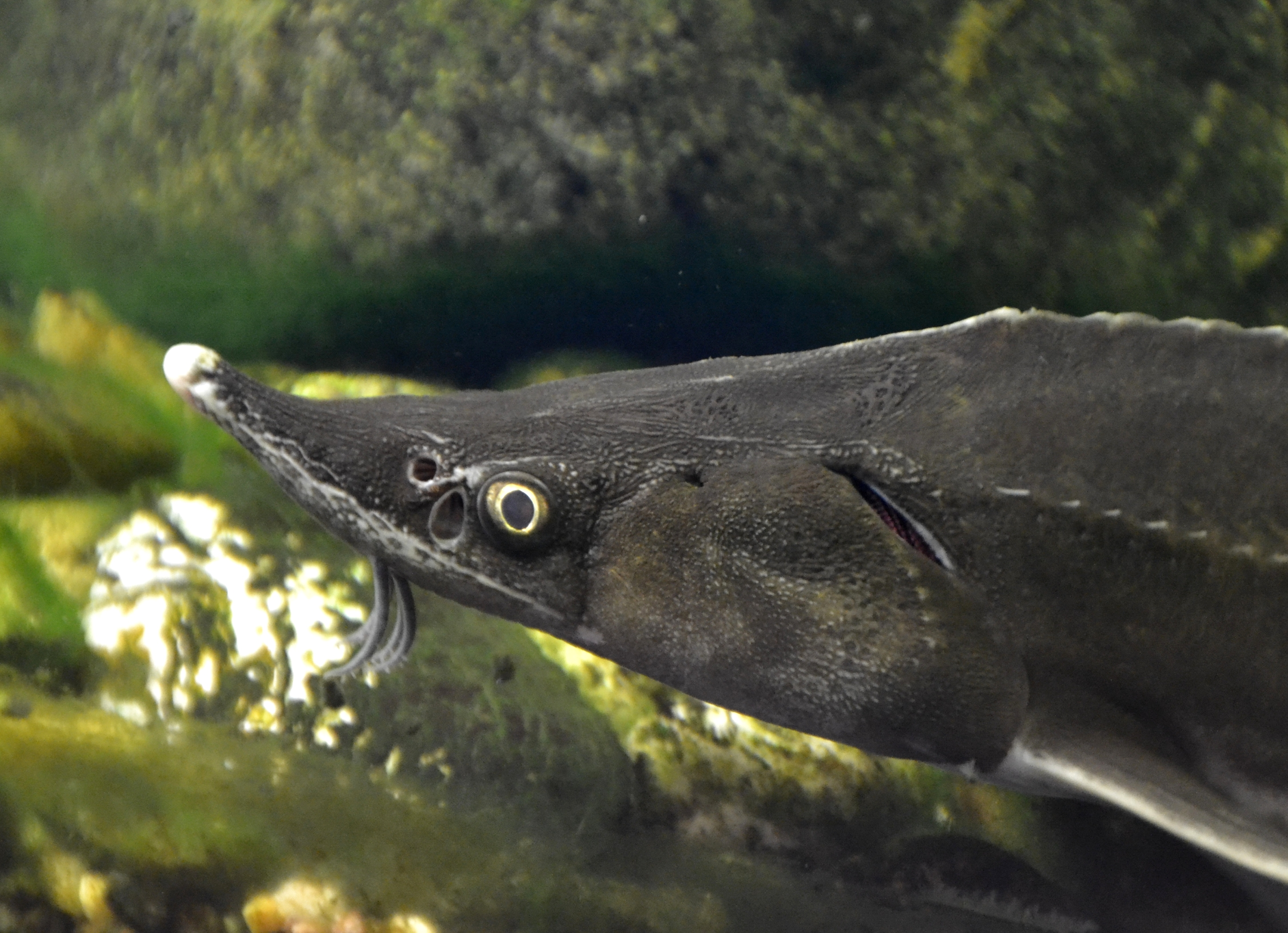
Esterlet (Acipenser ruthenus)

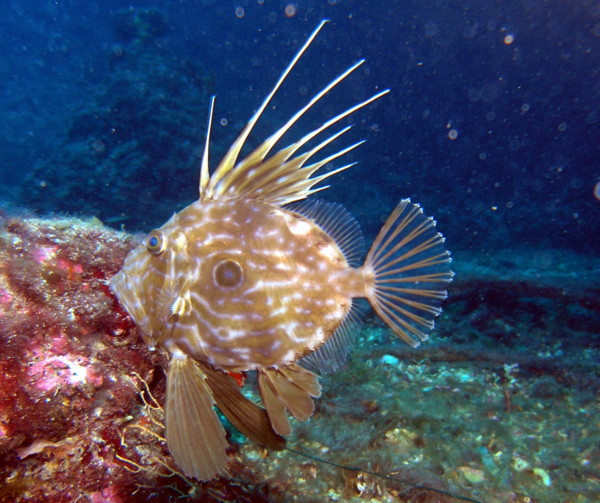
Gall (Zeus faber)

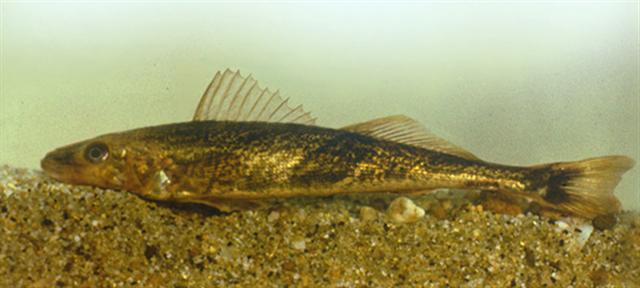
Zingel zingel

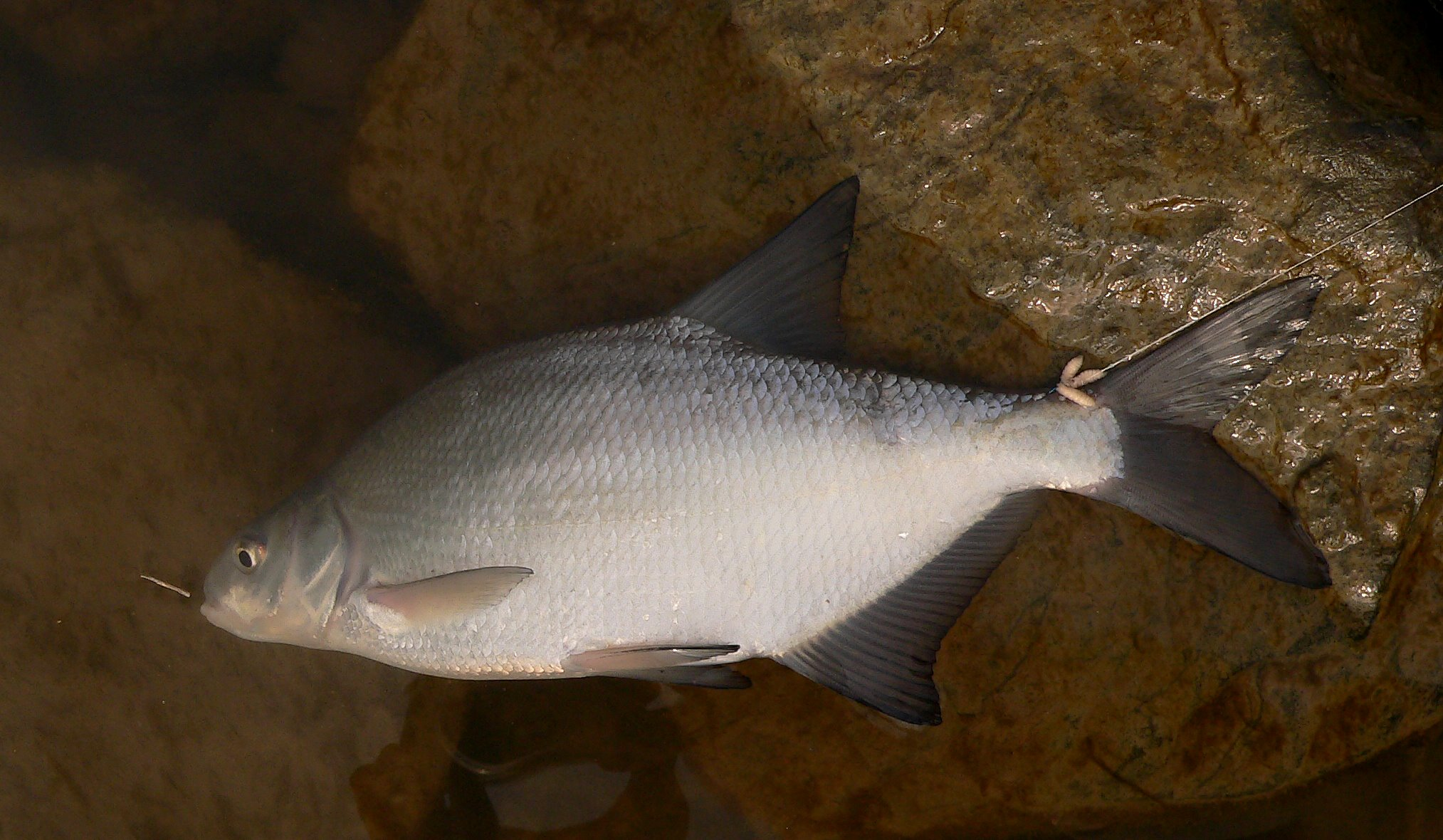
Brema (Abramis brama)

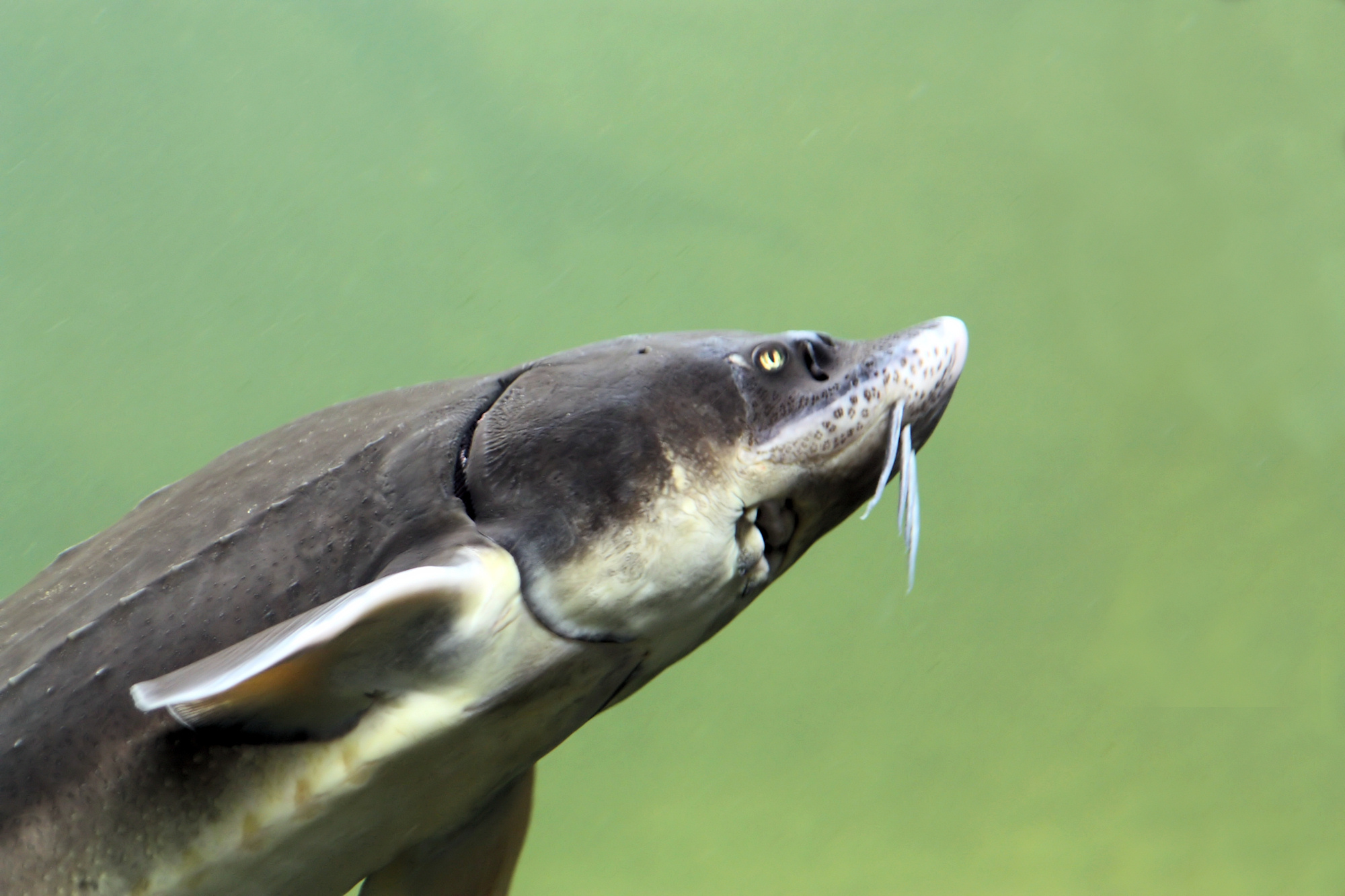
Acipenser gueldenstaedtii

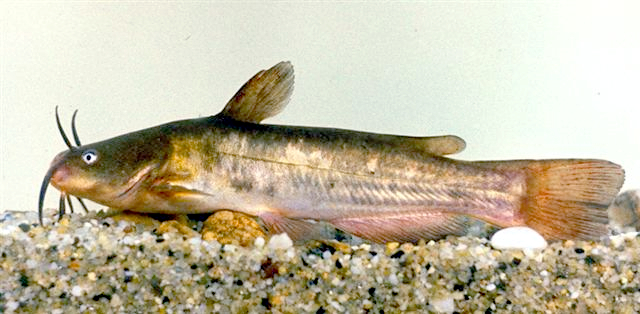
Peix gat bru (Ameiurus nebulosus)

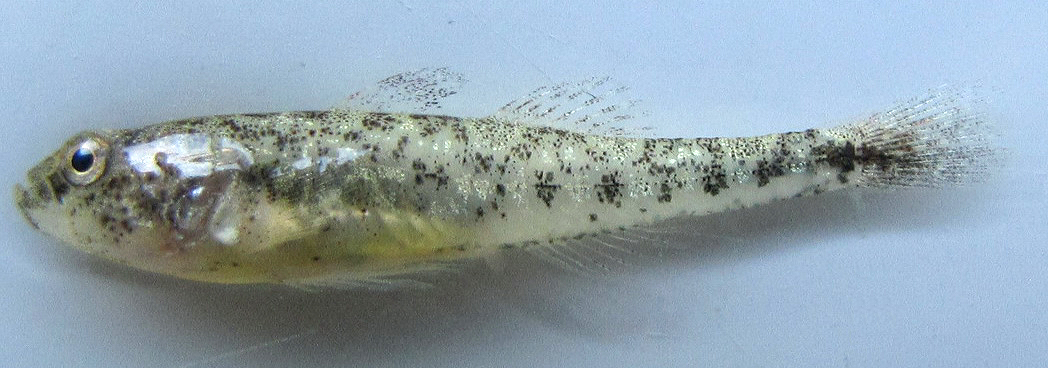
Knipowitschia caucasica

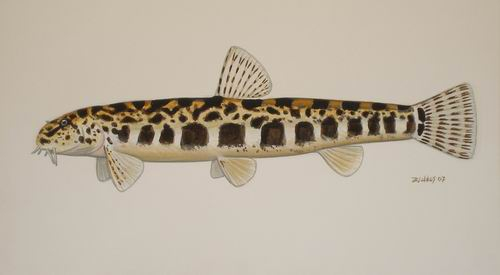
Sabanejewia aurata

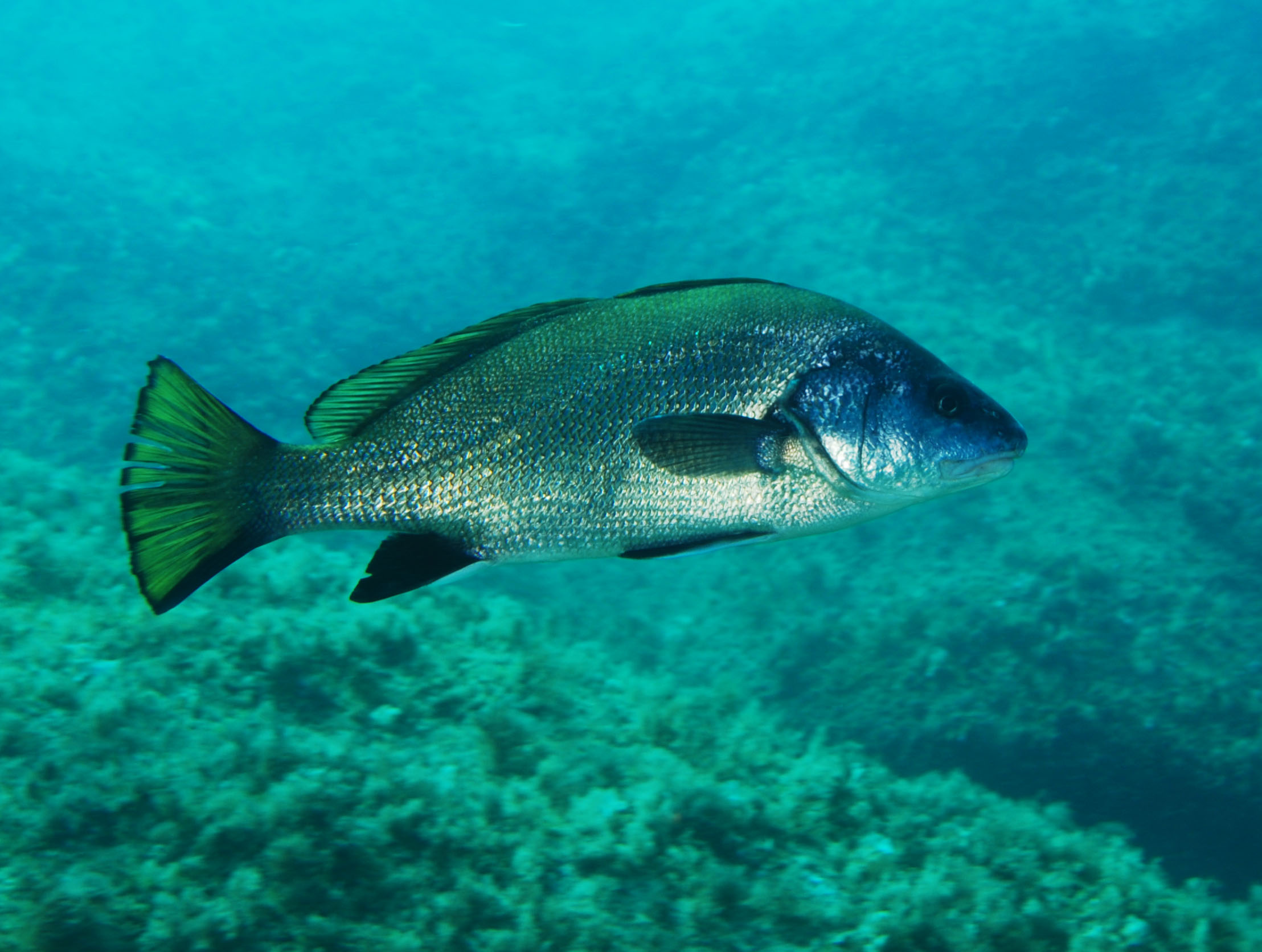
Corball de roca (Sciaena umbra)

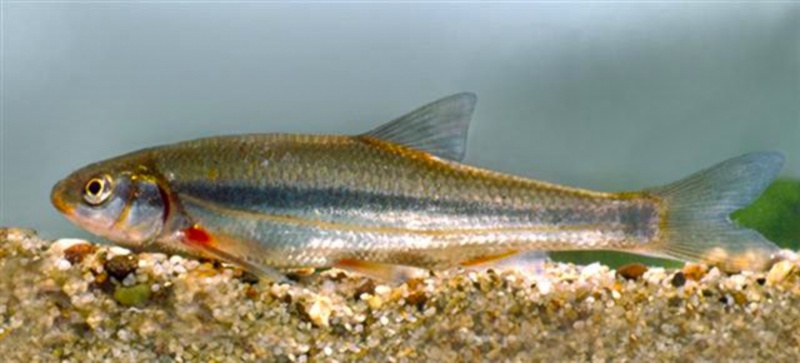
Telestes souffia

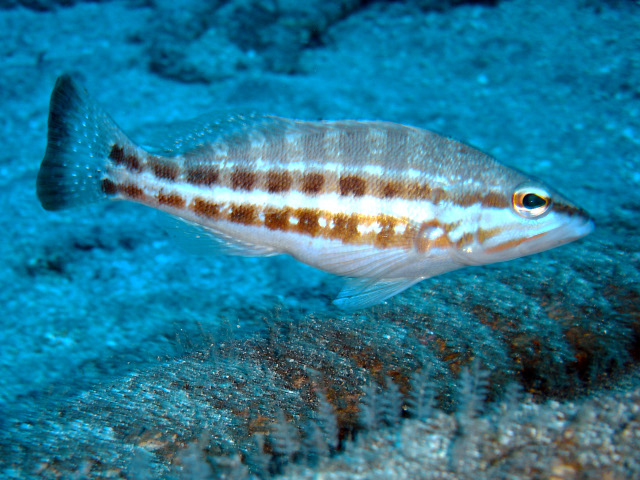
Serranet (Serranus cabrilla)

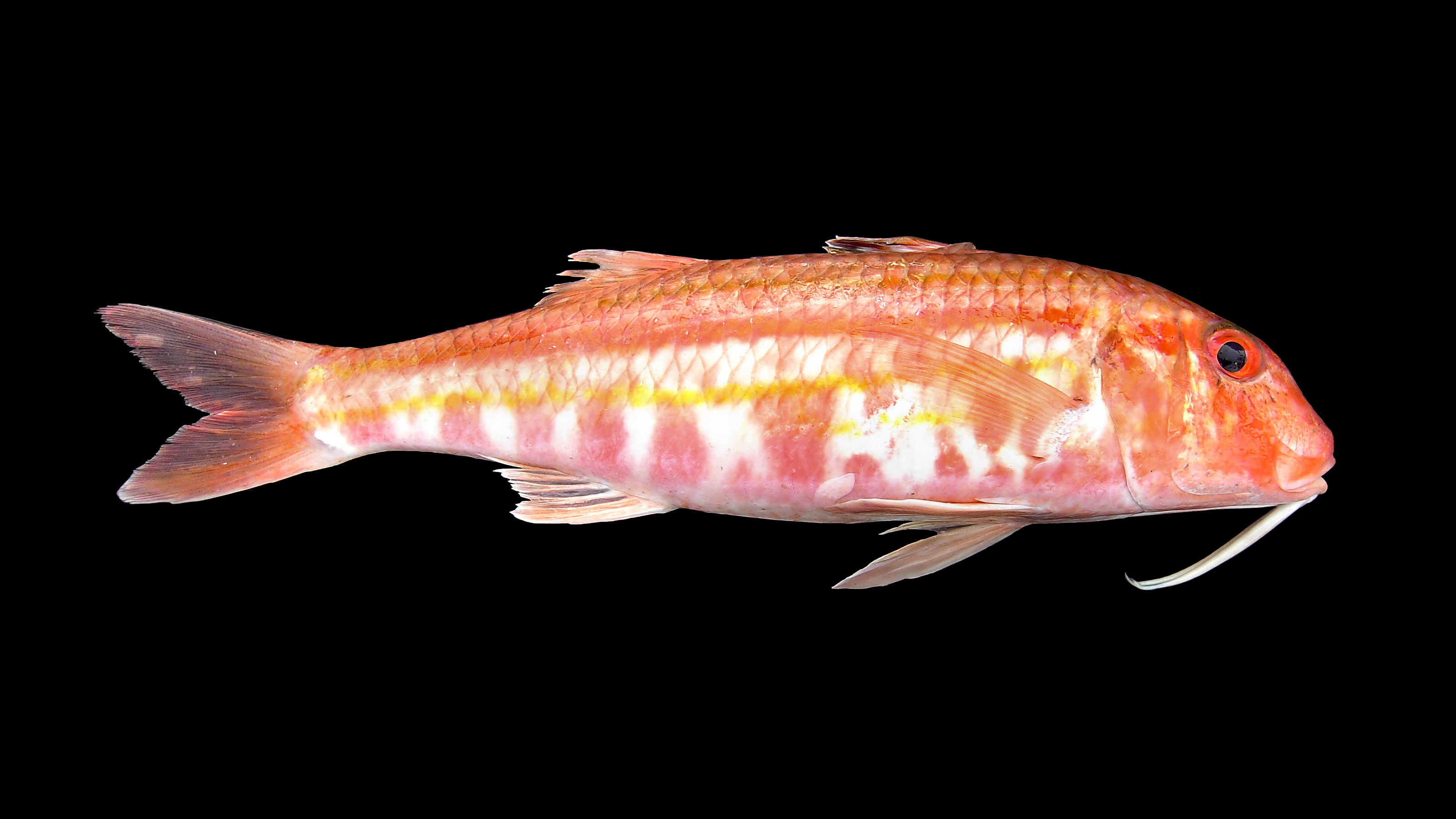
Moll de roca (Mullus surmuletus)

Aquesta llista de peixos de Romania inclou 202 espècies de peixos que es poden trobar actualment a Romania ordenades per l'ordre alfabètic de llur nom científic.

## A
- Abramis brama
- Acipenser gueldenstaedtii
- Acipenser nudiventris
- Acipenser ruthenus
- Acipenser stellatus
- Acipenser sturio
- Alburnoides bipunctatus
- Alburnus alburnus
- Alburnus chalcoides
- Alburnus danubicus
- Alburnus sarmaticus
- Alosa caspia caspia
- Alosa fallax
- Alosa immaculata
- Alosa maeotica
- Alosa tanaica
- Ameiurus nebulosus
- Anguilla anguilla
- Apletodon bacescui
- Argyrosomus regius
- Arnoglossus kessleri
- Atherina boyeri
- Atherina hepsetus
- Auxis rochei

## B
- Babka gymnotrachelus
- Ballerus ballerus
- Ballerus sapa
- Barbatula barbatula
- Barbus barbus
- Barbus cyclolepis
- Barbus meridionalis
- Barbus petenyi
- Belone belone
- Belone euxini
- Benthophiloides brauneri
- Benthophilus nudus
- Benthophilus stellatus
- Blicca bjoerkna
- Boops boops

## C
- Callionymus pusillus
- Callionymus risso
- Carassius auratus
- Carassius carassius
- Carassius gibelio
- Caspiosoma caspium
- Chelidonichthys lucerna
- Chondrostoma nasus
- Chromis chromis
- Clupeonella cultriventris
- Cobitis elongata
- Cobitis elongatoides
- Cobitis megaspila
- Cobitis taenia
- Cobitis tanaitica
- Conger conger
- Coregonus albula
- Coregonus lavaretus
- Coregonus peled
- Cottus gobio
- Cottus poecilopus
- Cottus transsilvaniae
- Ctenolabrus rupestris
- Ctenopharyngodon idella
- Cyprinus carpio

## D
- Dasyatis pastinaca
- Dentex dentex
- Diplecogaster bimaculata
- Diplodus annularis
- Diplodus puntazzo

## E
- Engraulis encrasicolus
- Epinephelus caninus
- Epinephelus costae
- Esox lucius
- Eudontomyzon danfordi
- Eudontomyzon mariae
- Eudontomyzon vladykovi
- Euthynnus alletteratus
- Eutrigla gurnardus

## G
- Gaidropsarus mediterraneus
- Gambusia affinis
- Gasterosteus aculeatus
- Gobio gobio
- Gobius niger
- Gobius paganellus
- Gymnocephalus cernua
- Gymnocephalus schraetser
- Gymnura altavela

## H
- Hippocampus guttulatus
- Hucho hucho
- Huso huso
- Hypophthalmichthys molitrix
- Hypophthalmichthys nobilis

## I
- Ictiobus bubalus
- Ictiobus cyprinellus
- Ictiobus niger
- Istiophorus albicans

## K
- Knipowitschia cameliae
- Knipowitschia caucasica
- Knipowitschia longecaudata

## L
- Lampetra planeri
- Lepadogaster candolii[1]
- Lepomis gibbosus
- Leucaspius delineatus
- Leuciscus aspius
- Leuciscus idus
- Leuciscus leuciscus
- Liza aurata
- Liza haematocheila
- Liza ramada
- Liza saliens
- Lota lota

## M
- Merlangius merlangus
- Mesogobius batrachocephalus
- Misgurnus fossilis
- Mugil cephalus
- Mullus barbatus
- Mullus surmuletus

## N
- Neogobius melanostomus
- Nerophis ophidion

## O
- Oncorhynchus mykiss

## P
- Parablennius sanguinolentus
- Parablennius tentacularis
- Pegusa lascaris
- Pegusa nasuta
- Pelecus cultratus
- Perca fluviatilis
- Percarina demidoffii
- Perccottus glenii
- Petroleuciscus borysthenicus
- Phoxinus phoxinus
- Platichthys flesus
- Poecilia reticulata
- Pomatoschistus marmoratus
- Ponticola cephalargoides
- Ponticola eurycephalus
- Ponticola kessleri
- Proterorhinus marmoratus
- Proterorhinus semilunaris
- Pseudorasbora parva
- Pungitius platygaster

## R
- Raja clavata
- Rhodeus amarus
- Romanichthys valsanicola[2]
- Romanogobio antipai
- Romanogobio banaticus
- Romanogobio kesslerii
- Romanogobio uranoscopus
- Romanogobio vladykovi
- Rutilus frisii
- Rutilus heckelii
- Rutilus rutilus

## S
- Sabanejewia aurata
- Sabanejewia balcanica[3]
- Sabanejewia bulgarica
- Sabanejewia romanica
- Sabanejewia vallachica
- Salaria pavo
- Salmo trutta
- Salvelinus fontinalis
- Sander lucioperca
- Sardina pilchardus
- Sardinella aurita
- Scardinius erythrophthalmus
- Scardinius racovitzai
- Sciaena umbra
- Scomber scombrus
- Scophthalmus maeoticus
- Scophthalmus rhombus
- Scorpaena porcus
- Serranus cabrilla
- Serranus scriba
- Silurus glanis
- Solea solea
- Sparus aurata
- Spicara maena
- Spicara smaris
- Sprattus sprattus
- Squalius cephalus
- Squalus acanthias
- Symphodus cinereus
- Symphodus ocellatus
- Symphodus roissali
- Symphodus rostratus
- Symphodus tinca
- Syngnathus abaster
- Syngnathus acus
- Syngnathus schmidti
- Syngnathus typhle

## T
- Telestes souffia
- Thunnus thynnus
- Thymallus thymallus
- Tinca tinca
- Trachinus draco
- Trachurus mediterraneus
- Trachurus trachurus

## U
- Umbra krameri
- Umbrina cirrosa

## V
- Vimba vimba

## X
- Xiphias gladius

## Z
- Zeus faber
- Zingel streber[4]
- Zingel zingel[5]